# Jacek Sobkowiak
Jacek Sobkowiak (ur. 1960, zm. 3 października 1987) – polski żeglarz.
Mając trzynaście lat rozpoczął treningi żeglarskie w ŻMKS Poznań pod kierunkiem Mirosława Cwojdzińskiego. Początkowo pływał w klasie Cadet, potem OK Dinghy, a w końcu Finn. W 1979 wygrał regaty spartakiadowe, zdobył Puchar Polski juniorów, a w Mistrzostwach Polski seniorów zajął dziesiąte miejsce. Ukończył poznańskie Technikum Samochodowe, po czym wszedł na stałe do kadry narodowej. Po Ryszardzie Skarbińskim odziedziczył Vanguarda PZ 7. W 1980 w Barcelonie, na Mistrzostwach Europy juniorów był czwarty, a w 1981 na takiej samej imprezie w Holandii wywalczył srebrny medal. W 1984 zdobył brązowy medal Mistrzostw Europy seniorów, a w 1985 zajął piąte miejsce regat Finn Gold Cup. Z uwagi na komunistyczny bojkot nie mogąc pojechać na Olimpiadę w Los Angeles, wywalczył srebrny medal Igrzysk Przyjaźni na Balatonie. 6 września 1987 zdobył złoty medal na Mistrzostwach Polski seniorów w klasie Finn. Zmarł nagle w wieku 27 lat podczas przygotowań do Olimpiady w Seulu (1988).
Był laureatem pośmiertnej nagrody KDS. Dziennikarze z Poznania wybrali go Honorowym Sportowcem 1987 roku. Na jeziorze Kierskim rozgrywany jest Żeglarski Memoriał Jacka Sobkowiaka.